# Luftgau X
Luftgau X foi um dos Distritos Aéreos da Luftwaffe, durante a Alemanha Nazi. Criado a 4 de Fevereiro de 1938, em Hamburgo, e extinto a 30 de Junho de 1938, foi comandado pelo Major-general Maz Mohr.